# آنتلوپ (کانزاس)
آنتلوپ (به انگلیسی: Antelope) یک منطقهٔ مسکونی در ایالات متحده آمریکا است که در شهرستان ماریون، کانزاس واقع شده‌است. آنتلوپ ۴۱۷٫۸۹ متر بالاتر از سطح دریا واقع شده‌است.